# Ibolya Virág
Pour les articles homonymes, voir Virag.
Dans le nom hongrois Virág Ibolya, le nom de famille précède le prénom, mais cet article utilise l’ordre habituel en français Ibolya Virág, où le prénom précède le nom.
Ibolya Virág est une éditrice, traductrice littéraire et consultante artistique française d'origine hongroise, spécialiste des pays de l'Europe centrale et plus particulièrement de la littérature hongroise. 

## Éléments biographiques
Née dans la ville d'Eger en Hongrie, elle est diplômée en littérature et linguistique française et allemande de l'Eötvös József Kollégium (l'École normale supérieure hongroise). Elle a traduit Camus, Modiano et Yourcenar en hongrois. En 1980, elle quitte la Hongrie et s'installe à Paris.

## Traductrice littéraire
Sa première traduction (d'une nouvelle d'István Örkény) paraît dans Le Monde en 1980. Par la suite, elle multiplie les traductions d'auteurs hongrois (Ervin Lázár, Gyula Krúdy, Iván Mándy, Sándor Weöres, Péter Hajnóczy, Zsolt Csalog, Péter Esterházy, Miklós Mészöly…), dans Le Monde, Libération, Lettre Internationale ainsi que des revues et débute comme critique littéraire (Le Matin, Le Quotidien de Paris, Le Nouvel Obs).
Ibolya Virág a traduit les premiers livres de plusieurs grands écrivains hongrois jusqu'alors inédits :
- Gyula Krúdy, "N.N." (La Baconnière), puis "Courses d'automne" (Ombres) et "Le Prix des Dames" (Albin Michel).
- Péter Esterházy "Indirect" (Souffles, préface de Jean Louis Schefer)
- Sándor Weöres "Dix-neuf poèmes" (L'Alphée)

Elle s'est intéressée à Dezső Kosztolányi : "Portraits" (La Baconnière) et au théâtre de Péter Nádas : "Ménage" et "Rencontre" - pièce donnée au Théâtre du Rond-Point à Paris avec Catherine Sellers dans une mise en scène de Pierre Tabard et au Festival d'Avignon - (Eds. Théâtrales).

## Éditrice
Elle débute comme éditeur en lançant une collection au concept inédit, la Collection Europe centrale. Après un bref passage chez l'Harmattan et Souffles, elle travaille comme directrice littéraire chez Albin Michel entre 1989 et 1995, puis elle crée son propre label. Elle travaille depuis en indépendant en collaboration notamment avec La Baconnière, Ombres, L'Inventaire.
Ibolya Virág a stimulé l'intérêt pour la littérature hongroise en France avec des grands auteurs classiques et contemporains jusqu'alors inédits ou tombés dans l'oubli depuis longtemps comme : Gyula Krúdy, Dezső Kosztolányi, Zsigmond Móricz, Sándor Márai, Péter Esterházy, Lajos Grendel, Ottó Tolnai, Béla Markó. En 1995, elle a publié dans sa collection chez Albin Michel Les Braises de Sándor Márai (la traduction française de « A gyertyák csonkig égnek »), qui est devenu un best-seller. Cette parution a en même temps apporté la reconnaissance internationale à la littérature hongroise grâce aux nombreuses traductions que la version française a suscitées à travers le monde. 
Dans le domaine de l'histoire, on lui doit la découverte de István Bibó (Misère des petits États d'Europe de l'Est) et de Jenő Szűcs (Les trois Europes).
Dans le domaine tchèque, elle fait notamment connaître Karel Čapek, Jaroslav Hašek et Josef Hiršal ; dans le domaine slovaque : Pavel Vilikovsky et Lajos Grendel ; dans le domaine polonais : Hanna Krall ; dans le domaine lituanien : Saulius T. Kondrotas.
Ibolya Virág a élaboré la conception des Belles Étrangères Hongrie  en 1988, des Belles Étrangères Pologne en 1990 ainsi que celle d'une rencontre d'écrivains tchèques et slovaques, puis, en 2007, la conception du premier Festival de Littérature Hongroise, qui a permis la venue d'une vingtaine d'écrivains hongrois à Paris.
Elle continue à organiser régulièrement des événements littéraires, participe à des soirées littéraires dans des librairies et donne également des conférences.

## Décorations
- En 2003 elle a été nommée officier dans l'Ordre des Arts et des Lettres.
- En 1993 elle a été nommée chevalier dans l'Ordre des Arts et des Lettres.

## Prix de Traduction Littéraire
- Prix Milán Füst, 1991 (Hongrie)
- Prix Artisjus, 1988 (Hongrie)